# Cibdeloencyrtus aphelinoides
Cibdeloencyrtus aphelinoides är en stekelart som beskrevs av De Santis 1964. Cibdeloencyrtus aphelinoides ingår i släktet Cibdeloencyrtus och familjen sköldlussteklar. Inga underarter finns listade i Catalogue of Life.